# یواس‌اس دنبولا (ای‌اف-۵۶)
یواس‌اس دنبولا (ای‌اف-۵۶) (به انگلیسی: USS Denebola (AF-56)) یک کشتی بود که طول آن ۴۵۵ فوت ۳ اینچ (۱۳۸٫۷۶ متر) بود. این کشتی در سال ۱۹۴۴ ساخته شد.